# Левин, Иосиф Давыдович (юрист)
Иосиф Давыдович Левин (1901—1984) — советский юрист и философ
, государствовед, доктор юридических наук, профессор.

## Биография
Родился в Варшаве в семье бухгалтера. Старший брат филолога Виктора Давыдовича Левина (1915—1997). С 1911 по 1918 обучался в классической гимназии в Одессе.
В 1919 году поступил на факультет общественных наук МГУ.
В 1920-х годах работал в Наркомате рабоче-крестьянской инспекции СССР, Коммунистической Академии; активный участник московских философских кружков.
В 1930—1940-е годы — старший научный сотрудник Института права АН СССР. В 1935 году получил степень кандидата юридических наук, в 1939 году — доктора юридических наук.
Сын Юрий (1935—2010) — кандидат физико-математических наук, семиотик и литературовед.
Похоронен на Пятницком кладбище.

## Научная деятельность
И. Д. Левин внёс значительный вклад в развитие советского государственного права. Одна из важнейших его работ — монография «Суверенитет» (1948).
И. Д. Левин применял классовый подход к пониманию права наций на самоопределение и государственному суверенитету. По его мнению, «вопрос о самоопределении нации не может ставиться вне связи с вопросом о классовом носителе права на самоопределение и тем самым о классическом содержании этого права в данных конкретных условиях, с вопросом о классовом характере политического суверенитета нации».
Основой политического полновластия какого-либо социального слоя (класса), по словам И. Д. Левина, является собственность, поскольку к жизненным интересам любого государства относятся в первую очередь интересы экономические. Любая сила, подрывающая экономическое состояние какого-либо государства (например, ведущая к деиндустриализации, к упадку сельского хозяйства, к ликвидации предприятий энергетики и проч.), тем самым подрывает и основу наличия у данного государства суверенитета.
Исследователь полагал, что Римская империя эпохи домината «являлась прообразом суверенного абсолютистского государства».

### Основные работы
Издал около 10 монографий и более сотни статей по юриспруденции, при этом ни одна из философских работ Левина не была опубликована при жизни автора.
- Кандидатская диссертация «Философия знания» (1922), получившая высокую оценку Г. Г. Шпета была запрещена в 1924 после двух лет «путешествия» по цензурным инстанциям[5]. Рукопись уничтожена в 1953 году во время «дела врачей»[1].
- Шестой план — краткая духовная (философская) автобиография, написана в 1974—1975 годах, опубликована в «Историко-философском ежегоднике—91» (М., 1991)[1].
- Сочинения. Том I—II. — М.: Радикс, 1994.
- Суверенитет. — СПб.: Юридический центр Пресс, 2003.

## Награды
- орден Трудового Красного Знамени (10.06.1945)